# Sound-System
Pour le matériel de sonorisation, voir Sound system.
Albums de Herbie Hancock
Future Shock
(1982) Village Life
(1985)
Sound-System est un album de Herbie Hancock sorti en 1984.
L'enregistrement de l'album par Bill Laswell sur enregistreur Ampex 24 pistes dure 25 jours à New York puis le mixage est ensuite effectué dans les studios Eldorado de Los Angeles. Herbie Hancock travaille ensuite avec Rob Stevens sur les morceaux dans son garage constitué de Fairlight CMI, Rhodes Chroma,  E-mu 4060, Apple II, Minimoog, Hohner clavinet, Ampex MM1100.
Il s'agit d'un album collaboratif entre Bill Laswell et Herbie Hancock.
Sur l'album, Bill Laswell utilise une boite à rythmes Oberheim DMX. Lors de la tournée, il est fait usage d'une boite à rythme Yamaha RX-11.

## Titres
1. "Hardrock" (Hancock/Laswell/Showard) - 6:10
2. "Metal Beat" (Hancock/Laswell) - 4:56
3. "Karabali" (Hancock/Poncé) - 5:17
4. "Junku" (Hancock/Laswell/Suso/Dieng) - 5:32
5. "People are Changing" (Thomas) - 6:05
6. "Sound System" (Hancock/Laswell/Suso) - 5:55
7. "Metal Beat (Extended Version)" (Hancock/Laswell) - 6:44 (Bonus sur CD)
8. "Dreamscape"

### Musiciens
- Herbie Hancock: Piano, synthétiseur, claviers
- Bill Laswell: Basse, programmation batterie, tapes
- D.S.T.: platines, effets
- Nicky Skopelitis: Guitare, batterie électrique
- Henry Kaiser: Guitare
- Bernard Fowler: chant,  arrangement des chants
- Wayne Shorter: Lyricon
- Toshinori Kondo: Trompette
- Anton Fier: batterie, Percussions
- Daniel Poncé: Percussions
- Foday Musa Suso: Percussions, guitare, autres instruments
- Aïyb Dieng: Percussions
- Hamid Drake: cymbales
- Will Alexander: programmation Fairlight
- Rob Stevens: Programmation